# マクシミリアーノ・ブストス
マクシミリアーノ・アンドレス・ブストス（Maximiliano Andres Bustos、1982年1月5日 - ）は、アルゼンチン出身のサッカー選手。CSエストゥディアンテス所属。ポジションはMF。

## 経歴
2000年にCAベレス・サルスフィエルドからデビューし、150試合以上に出場した。クラウスーラ2005で優勝した。2008年、CAバンフィエルドに移籍した。

## タイトル
- CAベレス・サルスフィエルド
  - プリメーラ・ディビシオン クラウスーラ2005